# الکساندر یریشوف
الکساندر یریشوف (روسی: Александр Анатольевич Ерышов؛ زادهٔ january ۱۷, ۱۹۷۳ (۵۲ سال)) ورزشکار واترپلو اهل روسیه است.
وی در مسابقات کشوری و بین‌المللی در مجموع برندهٔ ۱ مدال طلا، ۱ مدال نقره، ۱ مدال برنز شده‌است.